# Pałac Wojewodziński w Krakowie
Pałac Wojewodziński (lub Kamienica Wojewodzińska) w Krakowie (ul. Krakowska 20) – była rezydencja wojewody krakowskiego Piotra Małachowskiego, później został własnością rodziny Ankwiczów. Od 1966 obiekt wpisany do rejestru zabytków. W 1773 roku zamieszkał tu cesarz Józef II Habsburg podczas podróży przez Galicję (na jego cześć sąsiednią ulicę Żydowską, nazwano ul. Józefa).